# 波伦扎
波伦扎（義大利語：Pollenza），是意大利马切拉塔省的一个市镇。总面积39平方公里，人口6574人，人口密度168.6人/平方公里（2009年）。ISTAT代码为043041。